# Bessel van der Kolk
Bessel van der Kolk, född 8 juli 1943 i Haag, är en psykiater, författare, forskare och utbildare baserad i Boston, USA. 
Sedan 1970-talet har han framför allt forskat på posttraumatisk stress. Van der Kolk har publicerat över 150 referentgranskade vetenskapliga artiklar, och han är författare till bästsäljaren Kroppen håller räkningen (The Body Keeps the Score).
Van der Kolk var tidigare ordförande för International Society for Traumatic Stress Studies, och har suttit i ledningen för National Child Traumatic Stress Network. Han är professor i psykiatri vid Boston University School of Medicine och ordförande för Trauma Research Foundation i Brookline, Massachusetts.

## Böcker
- Van der Kolk, BA, red. Post-traumatic Stress Disorder: Psychological and Biological Sequelae. Washington DC: American Psychiatric, 1984.
- Van der Kolk, BA, Psychological Trauma. Washington DC: American Psychiatric, 1987.
- Van der Kolk, BA, McFarlane, Alexander C., Weisæth, L (redaktörer): Traumatic Stress: the effects of overwhelming experience on mind, body and society. New York: Guilford, 1996
- The Body Keeps the Score: Brain, Mind, and Body in the Healing of Trauma. Viking, 2014.ISBN 9780670785933. 464 sidor. Översatt till 32 språk. Utgiven på svenska 2021: Kroppen håller räkningen: hjärna, sinne och kropp vid läkning efter psykiskt trauma.